# ناروگتینگا

ناروگتینگا شهری در شهرستان ایپلسه در استان بازگا در بورکینافاسوی مرکزی است و جمعیت آن ۵۶۸ نفر است.